# Neanurme
Neanurme är en by (estniska: küla) i Põltsamaa kommun i landskapet Jõgevamaa i östra Estland. Byn ligger där Riksväg 2 mellan Tallinn och Tartu korsar ån Neanurme jõgi.
I kyrkligt hänseende hör byn till Põltsamaa församling inom den Estniska evangelisk-lutherska kyrkan.